# Księstwo Bukowiny
Księstwo Bukowiny (niem. Herzogtum Bukowina, ukr. Герцогство Буковина) – istniejący w latach 1849–1918 kraj koronny Cesarstwa Austrii (od 1775 w granicach Przedlitawii Austro-Węgier), obejmujący obszar Bukowiny. 
Dane liczbowe: 
- powierzchnia -  10 441 km²
- ośrodek administracyjny - Czerniowce
- liczba ludności w 1910 - 800 198
- główne narodowości według języka ojczystego  - Ukraińcy 38,4%, Rumuni 34,1%, Niemcy[1] 21,2%, Polacy 4,5%, Węgrzy 1,3%[2]

Od czasu powstania w średniowieczu Hospodarstwa Mołdawii Bukowina stanowiła jego skrajną północną część, nie wyróżnianą w żaden specjalny sposób. W 1775 na mocy traktatu w Küczük Kajnardży północna część Mołdawii została anektowana przez Monarchię Habsburgów. 
W 1786 r. Bukowinę przyłączono do Galicji jako cyrkuł czerniowiecki, w 1790 została wyłączona i stanowiła osobną prowincję, ale pod zarządem gubernium lwowskiego. W 1817 r. ponownie włączona do Galicji jako cyrkuł.
4 marca 1849 została odrębnym krajem koronnym Austrii jako księstwo. Na mocy rozporządzenia z 8 października 1850 Księstwo Bukowiny podzielono na sześć powiatów:
- Czerniowce – z okręgów sądowych Czerniowce I, Czerniowce II, Sadagóra i Storożyniec,
- Kocmań – z okręgów sądowych Kocmań i Zastawna,
- Wyżnica – z okręgów sądowych Wyżnica, Waszkowce i Putyła,
- Radowce – z okręgów sądowych Seret, Radowce i Selatyn,
- Kimpulung Mołdawski – z okręgów sądowych Kimpulung Mołdawski, Watra Dorna i Gura Humora,
- Suczawa  – z okręgów sądowych Suczawa i Solka.

Jako księstwo Austrii przetrwała do rozpadu monarchii w 1918. Obecnie podzielona między Rumunię (Bukowina południowa) i Ukrainę (Bukowina północna).